# Белишче
Белишче  (хорв.  Belišće) — город в Хорватии, в Осиецко-Бараньской жупании. Население — 7197 чел. (2001).

## Общие сведения
Белишче находится на востоке страны, в долине Дравы, в 2 километрах от самой реки. Через город протекает небольшая речка Карашица — приток Дравы.
В пяти километрах от Белишче находится город Валпово. В 25 километрах к северо-западу находится город Доньи-Михольяц, в 25 километрах к северо-востоку — Бели-Манастир, в 35 километрах к юго-западу — город Нашице, в 25 километрах к юго-востоку — столица провинции Осиек. Город соединен автодорогой с Валпово и через него с другими хорватскими городами.
Белишче — промышленный центр. Самое крупное предприятие города — деревообрабатывающая фабрика. Также население занято в пищевой, химической промышленности, а также в сельском хозяйстве.
Туристов привлекают как достопримечательности города, так и возможности для отдыха, охоты и рыбалки в окрестностях.